# Carlton Rara
Carlton Rara (Lourdes, 1975) è un cantante e compositore francese di origini haitiane.

## Discografia
- Peyi Blue (2009)
- HOME (2012)
- When I'm Gone (2014)